# Franz Bücheler

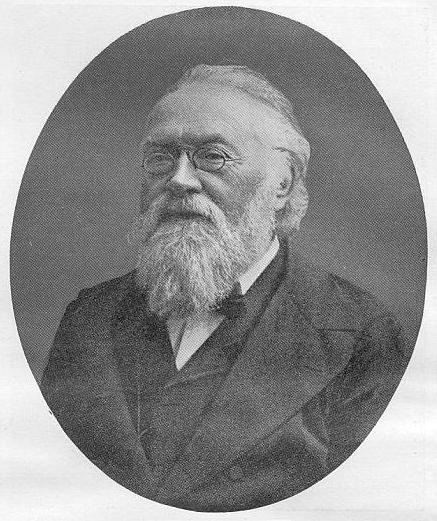
Franz Bücheler

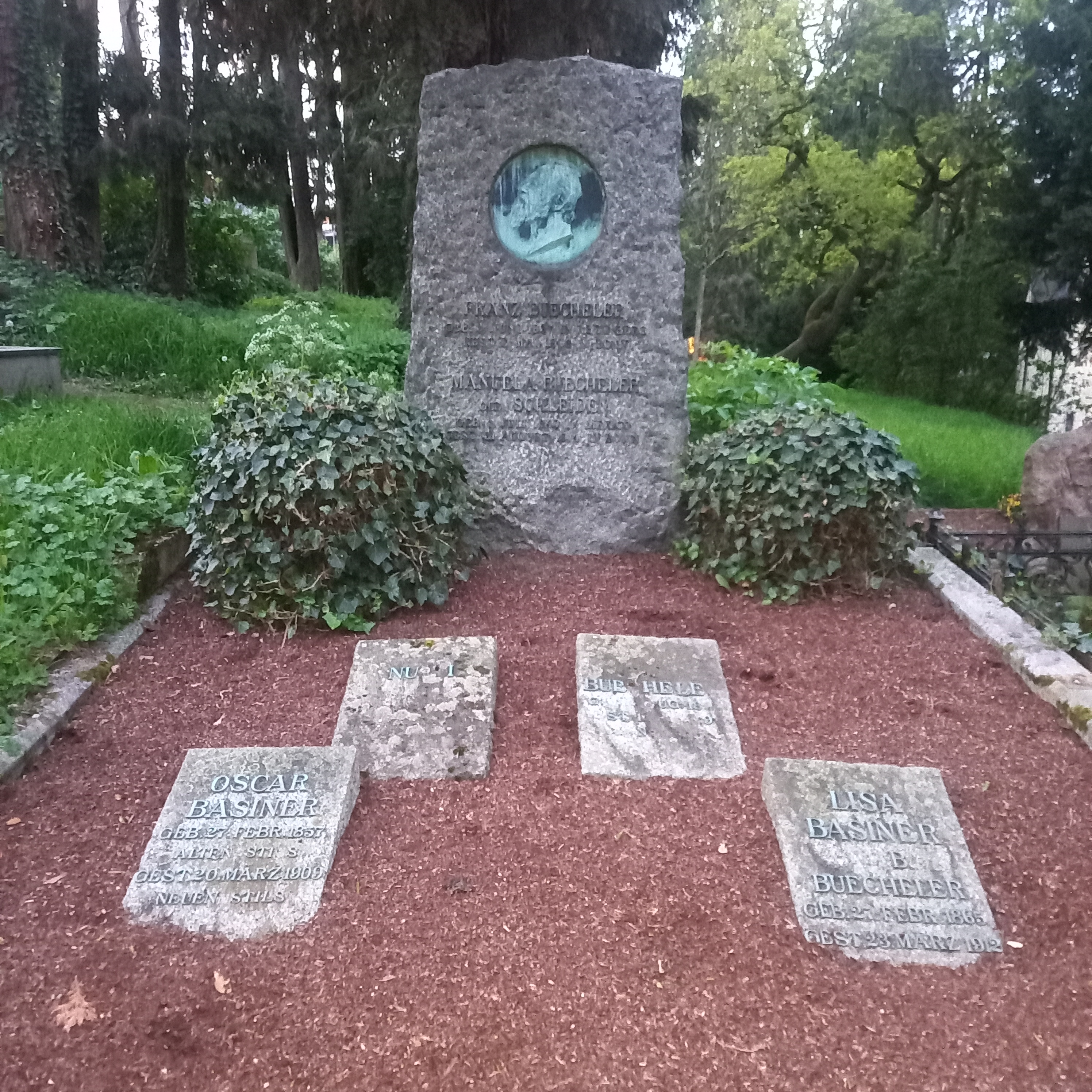
Das Grab von Franz Bücheler und seiner Ehefrau Manuela geborene Schleiden im Familiengrab auf dem Alten Kessenicher Friedhof in Bonn

Franz Bücheler (* 3. Juni 1837 in Rheinberg; † 3. Mai 1908 in Bonn) war ein deutscher klassischer Philologe.

## Leben
Franz Bücheler war der Sohn des Friedensrichters Anton Bücheler und seiner Gattin Dorothea geb. Hebestreit. Nach dem Besuch der Elementarschule und der lateinischen Schule des Kaplans Joseph Krumpe ging er im Herbst 1848 an das Gymnasium zu Essen, wo er im Herbst 1852 (im Alter von 15 Jahren) die Reifeprüfung ablegte. Ab dem Wintersemester 1852/1853 studierte er an der Universität Bonn Klassische Philologie, Archäologie und Alte Geschichte. Neben Friedrich Gottlieb Welcker, Ludwig Schopen und Otto Jahn beeinflusste ihn besonders Friedrich Ritschl, der berühmte Textkritiker und Kenner der lateinischen Literatur.
In Bonn gründete Bücheler mit einigen Kommilitonen (darunter sein lebenslanger Freund Hermann Usener) den Philologischen Verein, aus dem sich in den folgenden Jahren der sogenannte Bonner Kreis entwickelte, dem Studenten aller Fakultäten angehörten. Bücheler arbeitete neben dem Studium als Amanuensis an der Universitätsbibliothek. Am 13. März 1856, mit noch nicht 19 Jahren, wurde er mit einer preisgekrönten Schrift über die lateinische Orthographie zur Zeit des Kaisers Claudius promoviert.
Nach Promotion und Lehramtsprüfung arbeitete Bücheler als wissenschaftlicher Hilfslehrer am Königlichen Gymnasium in Bonn. Daneben verfolgte er weiterhin seine akademische Laufbahn. Am 1. März 1858 habilitierte er sich mit einer Arbeit über Kritik und Exegese der Bücher Frontins über die römischen Wasserleitungen. Bereits am 21. Oktober desselben Jahres wurde er auf Empfehlung seines Lehrers Ritschl zum außerordentlichen Professor an die Universität Freiburg im Breisgau berufen.
In Freiburg bemühte er sich, das Philologische Seminar nach dem Bonner Vorbild einzurichten, aber der Widerstand von Kollegen und Studenten und Schwierigkeiten bei der Bücherbeschaffung hemmten ihn. Er fühlte sich nach den Jahren an der großen Bonner Universität in der kleinen badischen Stadt beengt. Immerhin wurde er am 28. Februar 1862 zum ordentlichen Professor ernannt und konnte am 29. Juli 1862 seine Verlobte Manuela Schleiden heiraten, die Tochter eines Bergwerksdirektors. Aus dieser Ehe gingen zwei Söhne und vier Töchter hervor, deren älteste den Philologen Otto Hense heiratete.
Büchelers Freiburger Zeit endete mit dem Wintersemester 1865/1866, als er am 31. Januar 1866 den Ruf der Universität Greifswald erhielt. Hierhin ging er als Nachfolger seines Freundes Usener, der nach Bonn gewechselt war.
Ab 1870 lehrte Bücheler an der Universität Bonn (als Nachfolger von Otto Jahn). Bereits 1865 hatte er bei der Besetzung des neuen Lehrstuhls auf dem dritten Platz der Berufungsliste hinter Hermann Bonitz und Friedrich Heimsoeth gestanden; den Ruf hatte damals Heimsoeth erhalten und angenommen. So wurde Bücheler Nachfolger seines Lehrers Otto Jahn und Kollege seines Studienfreundes Usener, mit dem er gemeinsam das Philologische Seminar leitete. 1878/79 amtierte er als Rektor der Universität. 1878 wurde er Mitherausgeber der Zeitschrift Rheinisches Museum für Philologie. Sowohl als akademischer Lehrer wie als Editor antiker Schriften war er außergewöhnlich erfolgreich.
Unter seinen Ausgaben waren:
- Frontini de aquis urbis Romae (Leipzig, 1858)
- Pervigilium Veneris (Leipzig, 1859)
- Petronii satirarum reliquiae (Berlin, 1862; 3. Ausgabe, 1882)
- Hymnus Cereris Homericus (Leipzig, 1869)
- Q. Ciceronis reliquiae (1869)
- Herondae mimiambi (Bonn, 1892).

Er schrieb auch Grundriss der lateinischen Deklination (1866); Das Recht von Gortyn (Frankfurt, 1885, mit Ernst Zitelmann) und besorgte die dritte Ausgabe (1893) von Otto Jahns Persii, Juvenalis, Sulpiciae saturae.
In Bonn-Kessenich ist heute eine Straße nach Franz Bücheler benannt. Auf dem Alten Kessenicher Friedhof hat er auch seine letzte Ruhestätte gefunden.
Schüler von Franz Bücheler waren unter anderem der Archäologe August Frickenhaus, der Historiker Friedrich Philippi und die Philologen Johannes Geffcken und Eduard Norden.